# Korzus
Korzus ist eine brasilianische Thrash-Metal-Band aus São Paulo, die im Jahr 1983 gegründet wurde.

## Geschichte
Die Band wurde im Jahr 1983 von Sänger Marcello Pompeu, Gitarrist Silvio Golfetti und Bassist Dick Siebert gegründet. Etwas später stießen Gitarrist Marcello Nicastro und Schlagzeuger Zema Paes zur Band. In den Folgejahren veröffentlichte die Band ein Demo, ein Live-Album und ein Splitalbum. Im Jahr 1987 erschien mit Sonho Maniaco ihr erstes Studioalbum. In den Folgejahren wechselte häufig die Besetzung an den beiden Gitarren und am Schlagzeug. Die nächsten beiden Albenveröffentlichungen folgten mit Mass Illusion im Jahr 1991 und KZS im Jahr 1995. Danach folgten Touren durch Europa und die USA. Im Jahr 2000 folgte die Veröffentlichung eines weiteren Live-Albums. Das nächste Studioalbum folgte mit Ties of Blood im Jahr 2004. Auf dem Album waren erstmals Gitarrist Heros Trench und Schlagzeuger Rodrigo Oliveira zu hören, außerdem Gastmusiker wie Andreas Kisser (Sepultura), Andre Matos (ex-Shaman, Angra, Viper), João Gordo und Boka (Ratos de Porão).
Nach der Veröffentlichung ging die Band auf verschiedene Touren. Anfang 2008 ging Gitarrist Silvio Golfetti und wurde durch Antonio Araujo ersetzt. Jägermeister wurde auf die Band aufmerksam und ernannte Korzus zu ihrer ersten „Jägerband“ aus Brasilien. Dadurch erreichten sie Auftritte mit Slayer, Epica und Killswitch Engage. Danach arbeitete die Band an neuem Material und begann die Aufnahmen im Jahr 2009. Das neue Album mit dem Namen Discipline of Hate wurde im Mr. Som Studio im März 2010 abgemischt und gemastert. Im Mai 2010 unterschrieb die Band einen Vertrag bei dem deutschen Label AFM Records.
Im Februar 2011 ging die Band auf eine Tour durch Europa, um Ektomorf auf ihrer Road to Redemption-Tour zu unterstützen. Zudem wurde die Band auch für das Rock in Rio bestätigt.

## Stil
Korzus spielen klassischen Thrash Metal. Anfangs war dieser noch einfach gehalten und die Texte in ihrer Muttersprache Portugiesisch verfasst. Seit der EP Pay for your Lies sind die Texte auf Englisch und die Lieder melodischer.

## Diskografie
- Korzus 1984 (Demo, 1984, Eigenveröffentlichung)
- Korzus Ao Vivo (Live-Album, 1985, Devil’s Records)
- S.P. Metal II (Split-Album mit Abutre, Santuário und Performances, 1985, Baratos Afins)
- Sonho Maníaco (Album, 1987, Devil’s Records)
- Born to Kill (Demo, 1988, Eigenveröffentlichung)
- Pay for your Lies (EP, 1989, Devil’s Records)
- Mass Illusion (Album, 1991, Devil’s Records)
- K.Z.S. (Album, 1995, Devil’s Records)
- Live at Monsters of Rock (Live-Album, 2000, Devil’s Records)
- Ties of Blood (Album, 2005, Hellion Records)
- Video Historia (DVD, 2006, Voice Music)
- Discipline of Hate (Album, 2010, AFM Records)